# José María Vargas
José María Vargas Ponce (La Guaira, 10 marzo 1786 – New York, 13 luglio 1854) è stato un politico venezuelano, presidente del Venezuela.

## Giovinezza e carriera
Fu chirurgo, scienziato, professore universitario dell'Università di Caracas, politico, scrittore e presidente del Venezuela. Figlio di José Antonio de Vargas Machuca e di Ana Teresa Ponce nel 1798 iniziò gli studi alla Royal and Pontifical University of Caracas, laureandosi in filosofia l'11 luglio 1803. Si laureò in medicina nel 1808. Dopo aver finito i suoi studi medici si trasferì a Cumaná dove visse fino al 1812. In questo lasso di tempo divenne membro del consiglio legislativo supremo di Cumaná (1811). Quando il 26 marzo 1812 ci fu un terremoto, Vargas, che era a La Guaira, diede una mano come dottore e uomo pubblico alla comunità della sua città natale. Dopo gli eventi del terremoto del 1812 Vargas ritornò a Cumaná per dedicarsi al lavoro di medico. Quando le truppe monarchiche di Juan Francisco Javier Cervériz entrarono a Cumaná incarcerarono tutti i membri del consiglio Legislativo incluso Vargas che fu rinchiuso in un magazzino sotterraneo di La Guaira dove rimase fino al suo rilascio nel 1813. Alla fine di quell'anno si imbarcò per l'Europa per imparare nuove cose di medicina e di chirurgia. Durante questo periodo studiò chirurgia, chimica, botanica, anatomia e odontologia. Inoltre divenne membro della Royal School of Surgeons a Londra.

## Il ritorno in America
Dopo essere tornato in America nel 1819 risiedette nell'isola di Porto Rico; erano lì anche la madre e i suoi fratelli come rifugiati, essendo scappati dalla sanguinosa Guerra d'indipendenza venezuelana. Nel 1825 decise di ritornare in Venezuela definitivamente. Fin dal suo arrivo si dedicò immediatamente a esercitare la sua professione diventando alla fine professore di anatomia all'Università di Caracas. Nel 1827, a seguito della riorganizzazione di quest'università ad opera di Simón Bolívar, venne eletto 'rettore', il primo rettore medico. Si dedicò alla riorganizzazione delle diverse facoltà e all'organizzazione delle biblioteche. Alla fine grazie a lui l'università diventò un modello di efficienza amministrativa e un prestigioso centro di allenamento.

## Professore
Come professore di anatomia inaugurò in Venezuela la dissezione dei cadaveri, procedura che era estremamente nuova a quei tempi. Nel 1827 fondò la Società Medica di Caracas.

## Presidente
Fu eletto presidente il 9 febbraio 1835.
L'8 luglio 1835 scoppiò la Rivoluzione delle Riforme che lo degradò e fu mandato a Saint Thomas. Tuttavia ritornò presto presidente poiché José Antonio Páez e l'esercito costituzionale sconfissero i ribelli. Vargas restò presidente della Repubblica fino al 24 aprile 1836, data in cui si dimise.
Si dedicò all'istruzione per il resto della sua vita.